# Державний щит Російської імперії

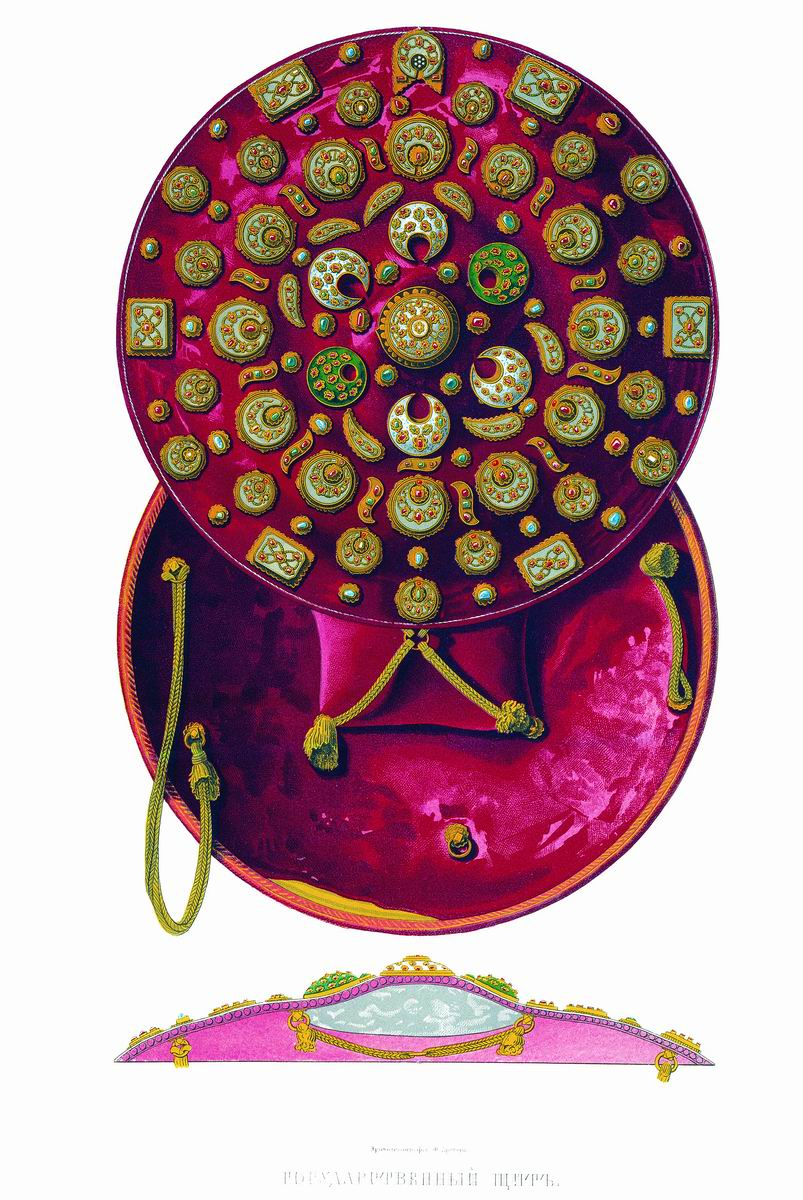
Щит державний (малюнок Федора Солнцева, середина XIX ст.)

Держа́вний щит Росі́йської імпе́рії — одна з колишніх державних регалій, що зберігається у Збройовій палаті Московського кремля.
Саме цей щит був обраний серед інших подібних експонатів Збройової палати суто як державна регалія лише наприкінці XVIII ст., за часів Павла I. Його урочисто виносили при коронаціях усіх послідуючих монархів в Успенському соборі  кремля.

## Опис
Щит зроблений майстрами Збройової палати наприкінці XVII ст. Його діаметр — 58,4 см.
Він шкіряний на дерев'яній основі, обтягнутий червоним оксамитом. На його поверхні у 4-х колах асиметрично розташовані срібні із золотом прикраси-бляхи та золоті гнізда з камінцями.
Всередині, по центру, розташована найбільша металева бляха-«плащ» з 16 турмалінами. Коло неї згруповані 6 золотих гнізд з камінцями. Далі йдуть в асиметричному порядку 6 металевих блях-плащів, кожна по 14 турмалінів, 7 менших за розміром металевих блях-«косичок» по 3 камінця та кілька ізольованих золотих гнізд по 1 каменю. В наступному колі 12 блях-плащів по 6 камінців та 13 золотих косичок по 3 камінці. Наступне коло має 12 дрібніших яшмових плащів по 6 камінців та стільки ж золотих гнізд по 1 каменю. Насамкінець, останнє, зовнішнє коло має яшмових блях-плащів 6 круглих (по 6 камінців) та 6 прямокутних (по 5). Між ними розташовані 12 золотих гнізд по 1 каменю.
Значна частина гнізд порожня, бо камінці втрачені з часом. Їх залишилось близько 150.